# Seed of Chucky
Seed of Chucky (La semilla de Chucky en España o El hijo de Chucky en Hispanoamérica) es la quinta entrega de la saga de películas de terror sobre Chucky. Fue estrenada en 2004 bajo la dirección de Don Mancini (el creador de la saga) quien también escribió la película. Al igual que la cuarta entrega de la saga y a diferencia de la primera trilogía original, esta película se basa en el humor negro con un poco de suspenso en algunas partes.

## Argumento
En los créditos iniciales, se muestran a los espermatozoides de Chucky viajando al óvulo de Tiffany, después de la fecundación. Se forma un bebé que en su muñeca tiene el sello de "Made In Japan", para luego escuchar el momento del nacimiento del bebé justo en el momento en que asesina al teniente Preston en  la película anterior.
La escena se traslada al cumpleaños de una niña quien recibe un muñeco de regalo. Su familia no sabe de dónde vino y la niña rechaza al muñeco por lo horripilante que se ve y lo mete a un cajón. El muñeco sale del cajón y toma un cuchillo que estaba en el pastel, luego se dirige al baño pero el padre viene y el muñeco se hace pasar por un juguete. El padre llama la atención a la niña por dejar los juguetes regados, el muñeco se revela y ataca al padre, provocando que caiga de gran altura, causándole la muerte. Luego se dirige nuevamente al baño y mata a la madre, tras lo cual se dirige a la habitación de la niña e intenta matarla, pero la niña colocó una muñeca en su lugar. La niña aparece por detrás diciendo "te mojarse los pantalones", y se revela que todo fue una pesadilla. 
Seis años han pasado del nacimiento de Glen y de que este haya asesinado al teniente Preston en el cementerio de  Hackensack en Bride of Chucky. Ahora Glen es víctima de un abusivo ventrílocuo llamado Psychs, que quiere forzarlo a dar más miedo, luego ambos salen al público. Pshychs le dice que lo encontró hace mucho tiempo en el cementerio del lugar donde murió la madre de Glen. Desesperado por conocer a sus padres (después de ver detrás de cámaras del original Child's Play dentro de otra película en la televisión), Glen escapa rumbo a Hollywood a través de un sistema de paquetería por correo.
Al ver los animatronicos que usan (y convencerse de que son sus padres) en una de las películas de Jennifer Tilly, Glen, sin sospechar lo que hace, utiliza un amuleto vudú (el "Corazón de Damballa" de la película anterior, que Glen conservó con la errónea creencia de que era un simple medallón) para traerlos de vuelta a la vida. Poco después, Glen le dice su nombre, que es Shitface. Chucky observa la mano de Glen y, sabiendo que es su hijo, se desmaya, mientras Tiffany abraza a su hijo. Poco después, a raíz de la apariencia física de Glen, Tiffany y Chucky tienen una disputa sobre si es una niña o un niño. Chucky lo etiqueta como un niño aunque de Tiffany no está de acuerdo y piensa que es una niña. Tiffany, por su parte, la llamna "Glenda".  
Tony Gardner, un titiritero, entra en la habitación. Al recoger a Tiffany, provoca que ella y Chucky le corten la cabeza con un delgado cable de utilería. Jennifer Tilly entra y ve el cuerpo decapitado y llama a la policía. Glen/Glenda está horrorizado/a por el asesinato y, más tarde, cuando les pregunta por qué asesinan a la gente. Chucky le dice que es un "hobby" para ellos y se desahogan haciéndolo. También afirman que ha sido una tradición durante generaciones. Después que Glen/Glenda dice que la violencia es algo malo, Tiffany, lo llama como una adicción, y dice que tienen que parar, ya que tienen un hijo y un futuro en qué pensar. Tiffany y Chucky llegan a un acuerdo para dejar de matar, aunque Chucky decide seguir matando, cruzando los dedos detrás de su espalda. 
Mientras tanto, Jennifer Tilly trata de obtener un papel como la Virgen María en el debut como director de Redman, pero después de que Redman le diga que no es adecuada para el papel y que él va a ir con Julia Roberts (que odia a Tilly), Jennifer le invita a su casa. Mientras, Chucky y Tiffany hacen planes para transferir sus almas a Redman y a Jennifer para que puedan estar casados y tengan hijos para cambiarle de cuerpo a Glen. Sin embargo, Tiffany le dice a Chucky que no quiere quedar embarazada otra vez, y decide utilizar a Jennifer como la madre de alquiler. Mientras tanto, Jennifer Tilly y Redman comienzan a tener relaciones sexuales. Tiffany los noquea e insemina a Jennifer con el semen de Chucky. Después de que Chucky volcara el auto de la cantante Britney Spears, el muñeco procede ir a la oscura sala de un fotógrafo, quien había tomado fotos del sexo de Tilly con Redman, y de la masturbación de Chucky. Glen trata de advertirle al fotógrafo, sólo para el fotógrafo se asuste al ver a Glen y volcar una estantería, causando que un frasco de ácido caiga sobre su rostro, matándolo. Chucky está muy contento por esto, pensando que Glen/Glenda quería matar al hombre y se toma una fotografía para celebrar. Jennifer Tilly despierta a la mañana siguiente sin recordar la noche anterior. Posteriormente, se da cuenta de que está embarazada. Después de decirle a Redman, alegando que es suyo, afirma que esto es imposible ya que Redman se hizo una vasectomia, Tiffany contesta el teléfono y después de que Tiffany oiga la reacción de Redman, no puede controlarse a sí misma y lo destripa, ocultando su cuerpo en un armario. Al día siguiente, Jennifer Tilly se despierta y se horroriza al encontrarse con el vientre completamente embarazada como de varios meses. 
La magia del vudú también ha acelerado el embarazo. Tilly es entonces capturada por Chucky y su chofer también, Stan (que actúa como un órgano de reemplazo de Chucky debido a la muerte de Redman). La asistente de Tilly, Joan, preocupada por su jefa, trata de ayudarla, pero ella muere después de ser incendiada en llamas aparentemente por Tiffany y muere. Aunque parece que Tiffany ha eliminado a Joan, se revela que fue Glen, quien se convirtió en Glenda. Se pone de manifiesto así que dos almas comparten el cuerpo de Glen, lo que sacude a sus padres y la misma Tiffany queda impresionada por el modo en que la femenina ha aflorado a través del cuerpo de Glen. Chucky pone un trapo en la boca de Tilly para impedirle hablar y gritar. 
Más tarde, Tilly da a luz a mellizos: un niño y una niña. Después de varios años de ser un muñeco asesino infame, Chucky finalmente acepta y comprende su situación. Chucky y Tiffany rechazan resolver a tomar Glen con ella.  Sin embargo, un enfurecido y emocionalmente destrozado Chucky lanza un cuchillo a Jennifer, pero Stan salta frente a ella y muere. Antes morir, Stan intenta decirle a Jennifer que la ama.  Tiffany toma el cuchillo y se lo tira a Chucky.  Jennifer es llevada al hospital, una vez que es encontrada por la policía. Mientras observa las fotos de sus gemelos, Tiffany droga a Jennifer inyectando su tubo de oxígeno. Ella trata de poseer a Jennifer, pero Chucky rompe la puerta con un hacha y mata a Tiffany después de que ella posea a Jennifer. Antes de morir como muñeca, le dice a Glen que no lleve una vida de crímenes como la de sus padres. Glen sigue después las órdenes de su madre y decapita a Chucky con el hacha.
Cinco años más tarde, Jennifer ha triunfado en su carrera como actriz pero en medio de una fiesta de cumpleaños, una mujer llamada Fulvia deja su trabajo como niñera porque la hija de Jennifer la mira con odio y teme por su vida. Jennifer la deja salir amablemente sin entender su miedo, pero luego la mata con la muñeca en donde habita el alma muerta de Tiffany, y los ojos de Jennifer en el momento se transforman en los de Tiffany. Resulta que el hechizo se ha realizado correctamente, y el alma de Tiffany habita en el cuerpo de Jennifer ahora, y sus dos hijos, Glen y Glenda, tuvieron éxito en hacer que sus almas se separaran en cada uno de los cuerpos de los mellizos. Glen, en la fiesta del cumpleaños de su hermana y él, recibe un regalo extraño sin nombre. Cuando Glen lo abre, ve que es el brazo derecho de Chucky.  Glen, asustado, comienza a temblar y se orina en los pantalones (por tercera vez). Cuando se da la vuelta, le agarra el brazo de Chucky por el cuello y él empieza a gritar. A medida que la pantalla queda en negro, la risa de Chucky se puede escuchar una última vez antes de los créditos.

## Reparto
- Brad Dourif como Chucky (Voz).
- Billy Boyd como Glen / Glenda.
- Jennifer Tilly como Tiffany (Voz) / como ella misma.
- Redman como Redman.
- Hannah Spearritt como Joan.
- Steve West como Stan.
- John Waters como Pete Peters.
- Keith-Lee Castle como Psychs.
- Bethany Simons-Danville como Claudia.
- Simon James Morgan como Richard.
- Stephanie Chambers como Mama de la niña.
- Rebecca Santos como Fulvia.

## Doblaje
| Personaje | Actor original (Estados Unidos) | Actor de voz España | Actor de voz México |  |
| --------- | ------------------------------- | ------------------- | ------------------- |  |
| chucky    | billy boyd                      | Jordi Brau          | Israel Magaña       |  |
| tiffany   | jennifer tilly                  |                     |                     |  |
| glen      | brad dourif                     | Graciela Molina     | Irwin Dayáan        |  |